# حسین‌آباد (زرندیه، شمال)
حسین‌آباد روستایی است از توابع بخش مرکزی شهرستان زرندیه در استان مرکزی ایران.

## جمعیت
این روستا در دهستان خشکرود قرار دارد و براساس سرشماری مرکز آمار ایران در سال ۱۳۹۵، جمعیت آن ۱۶۷۸ نفر (۵۲۶ خانوار) است.